# Cathédrale Santa Maria Assunta de Volterra
Pour les articles homonymes, voir Cathédrale Santa Maria Assunta.
La cathédrale Santa Maria Assunta (en italien Cattedrale di Santa Maria Assunta), encore appelée Dôme de Volterra (Duomo di Volterra) est un édifice religieux italien de style roman remontant au Moyen Âge (XIIe siècle), situé à Volterra en Toscane.

## Histoire
Il n'est pas sûr que la Cathédrale Santa Maria Assunta soit la première cathédrale de la ville, car il existait déjà au IXe siècle une église dédiée à Sainte Marie.
Reconstruite après le violent tremblement de terre de 1117, et consacrée en 1120, elle fut agrandie dans la seconde moitié du Duocento (XIIIe siècle), puis remaniée en 1584 par Leornardo Ricciarelli et enfin restaurée après la Seconde Guerre mondiale.
Son campanile date de 1493.
L'évêque et seigneur de Volterra Galgano Pannocchieschi fut massacré en 1170 par la population de la ville sur le seuil de la cathédrale.

## Œuvres remarquables
- Les plafonds à caissons dorés de Francesco Capriani
- Tombeau de saint Octavien par Raffaello Cioli
- Ciborium et deux anges, sur l'autel, par Mino da Fiesole
- Vierge à l'Enfant, en bois polychrome, de Francesco di Valdambrino
- Annonciation (1497), de Mariotto Albertinelli
- L'Arrivée des mages de Benozzo Gozzoli, dans la chapelle dell'Addolorata
- Fonts baptismaux d'Andrea Sansovino (1502), en face, dans le baptistère de Giroldo di Jacopo da Como (it) (1283)
- Chapelle Serguidi : châsse-reliquaire des crânes des vierges Attinia et Greciniana mortes persécutées en 303 après Jésus-Christ sur ordre de l’empereur Dioclétien.

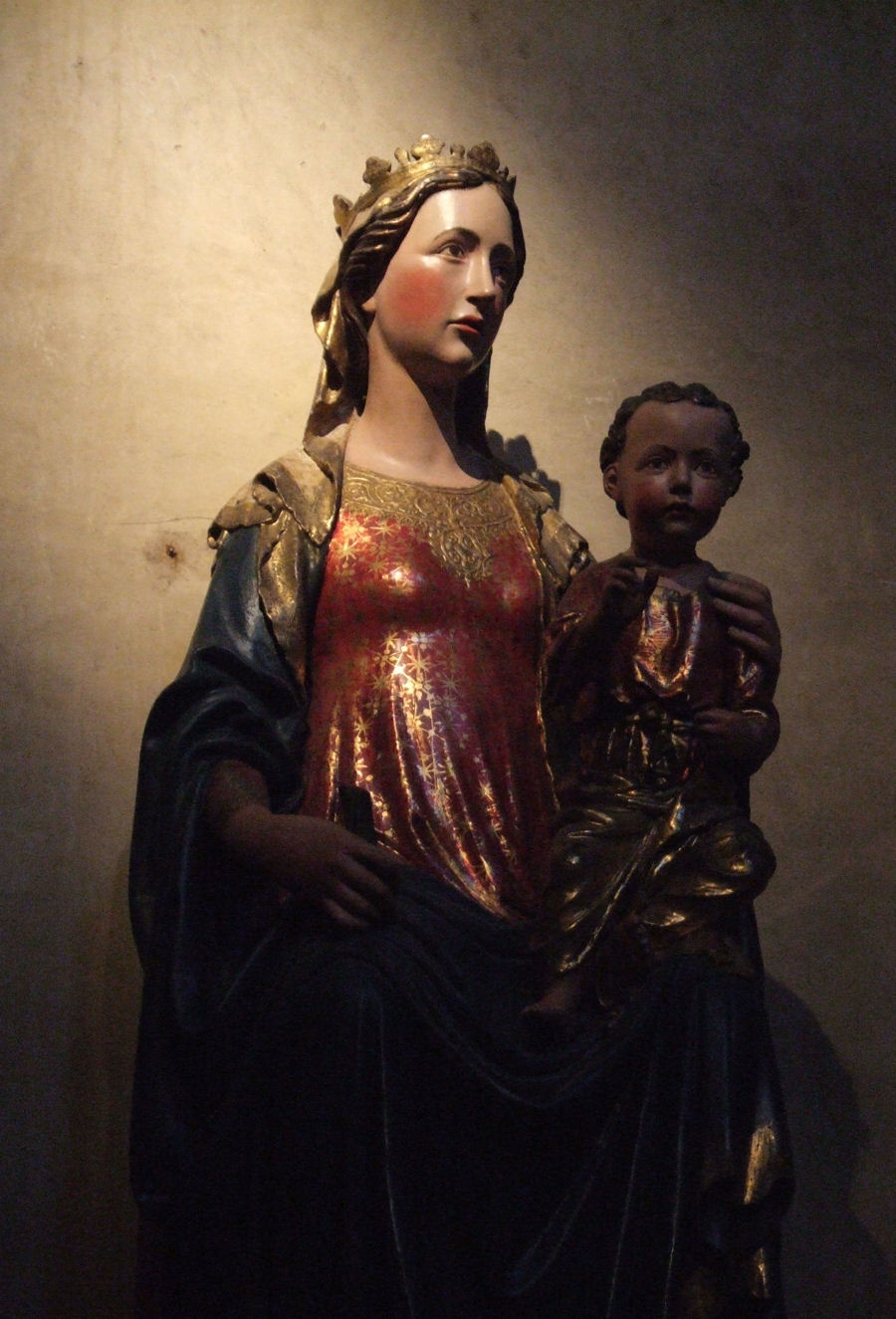
Madonna dei Chierici de Francesco di Valdambrino.
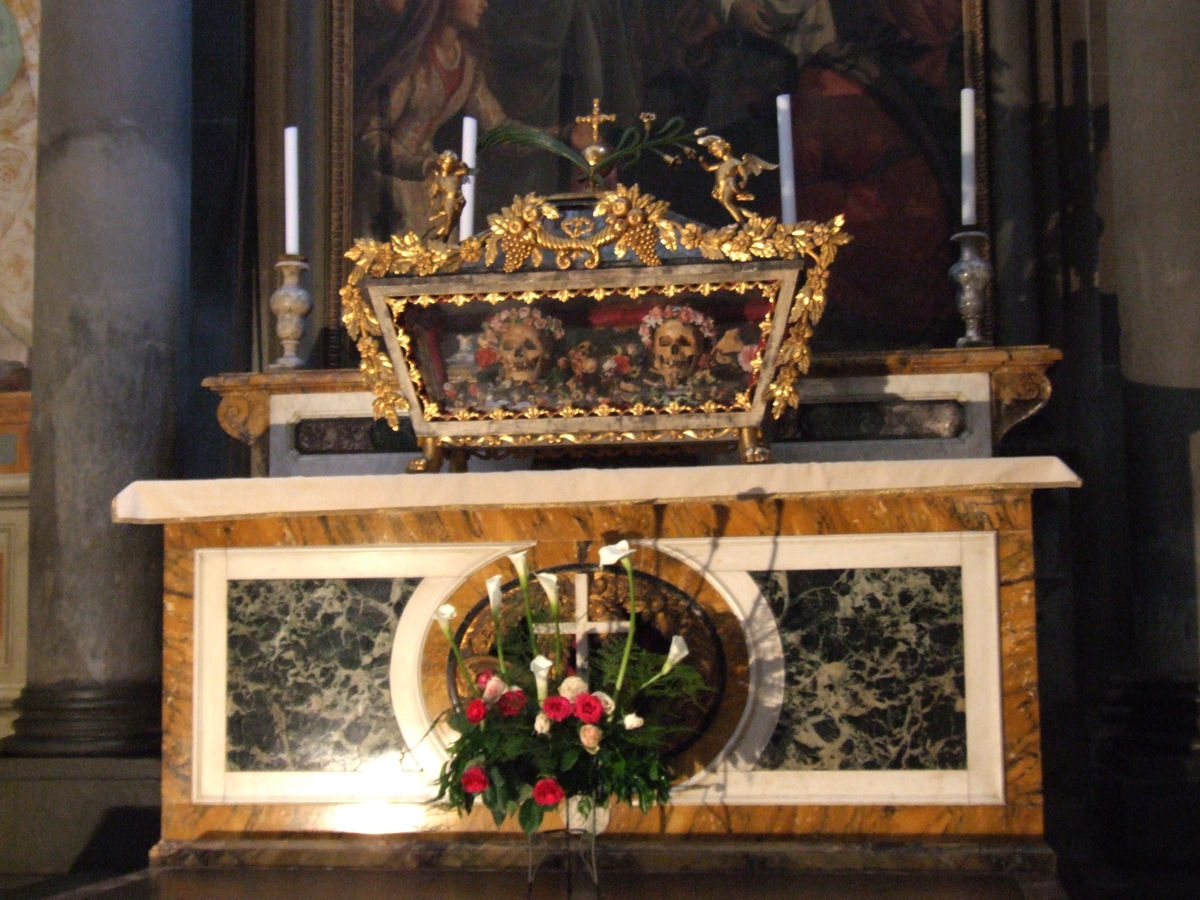
Reliquaire de l'autel de la Chapelle Serguidi.

## Sources
- (it) Cet article est partiellement ou en totalité issu de l’article de Wikipédia en italien intitulé « Duomo di Volterra » (voir la liste des auteurs).